# La Tentation dans le vent de l'été
Pour plus de détails, voir Fiche technique et Distribution.
La Tentation dans le vent de l'été (Versuchung im Sommerwind) est un film allemand réalisé par Rolf Thiele, sorti en 1972.

## Synopsis
Le docteur Bomhard, un chirurgien âgé, que tout le monde surnomme « le Professeur », a une morale équivoque de connivence. Comme il veut s'envoler pour l'Amérique du Sud pour un voyage d'amour avec son amante beaucoup plus jeune Renate et est jaloux pour son épouse qui n'est pas encore vieille, il engage trois amis, avec lesquels il aime jouer autrement, pour être des chiens de garde : Karl-Maria, Federico et Bernhard doivent faire attention à la fermeté morale de sa femme alors qu'elle part pour une croisière en Méditerranée dans le sud ensoleillé de l'Italie. De temps en temps, un coup de téléphone de contrôle, sinon le professeur se consacre entièrement à sa compagne et s'appuie fermement sur le fait que ses trois amis se mettent en travers en cas de tentation de sa femme dans le vent d'été.
Bientôt, les sentiments érotiques commencent à bouillir sous le soleil du sud et l'ambiance méditerranéenne. Mme Bomhard, qui a sa fille mineure mais effrontée et prépondérante avec elle, a une petite idée des intentions de son mari et décide d'attirer érotiquement les « chiens de garde » du professeur. Et ainsi elle prend au piège ces hommes l'un après l'autre, en dernier l'intellectuel et courtois, suisse Karl-Maria. Et pour qu'aucun de ses amants temporaires ne puisse jamais jurer être innocent à son mari, elle offre à chacun de ses amants une nuit et en guise de souvenir une égratignure sur l'épaule.

## Fiche technique
- Titre français : La Tentation dans le vent de l'été[1]
- Titre original : Versuchung im Sommerwind
- Réalisation : Rolf Thiele assisté de Lilo Schick
- Scénario : Franz Seitz Jr. sous le pseudonyme de Georg Laforet
- Musique : Peter Thomas
- Costumes : Ina Stein
- Photographie : Peter Reimer
- Son : Paul Schöler
- Montage : Jutta Neumann, Gisela Haller (de)
- Production : Rolf Kauka
- Société de production : Rolf Kauka Film
- Société de distribution : Constantin Film
- Pays d'origine :  Allemagne de l'Ouest
- Langue : allemand
- Format : Couleur - 1,66:1 - mono - 35 mm
- Genre : Comédie
- Durée : 81 minutes
- Dates de sortie :
  - Allemagne de l'Ouest : 28 décembre 1972.

## Distribution
- Helmut Käutner : Professeur Bomhard
- Yvonne Furneaux : Claudia Bomhard, sa femme
- Paul Hubschmid : Karl-Maria, un ami du professeur
- Peter Vogel (de) : Federico, un ami du professeur
- Friedhelm Lehmann : Bernhard, un ami du professeur
- Christiane Hörbiger : Renate, l'amante du Prof. Bomhard
- Dominique Müller : La fille des Bomhard
- Willibald Eser

## Production
Versuchung im Sommerwind est réalisé d'août à mi-septembre 1972 à Munich (enregistrements en studio) et à Portofino (enregistrements en extérieur).
Sandie Shaw interprète les chansons Sommerwind et Bella Bambina.

## Source de traduction
- (de) Cet article est partiellement ou en totalité issu de l’article de Wikipédia en allemand intitulé « Versuchung im Sommerwind » (voir la liste des auteurs).